# Isabelle Rossignol
Pour les articles homonymes, voir Rossignol (homonymie).
Œuvres principales
- F comme garçon, 2007
- Il faut rester tranquille, 2010
- J'ai décidé, 2012
- La guerre des jupes, 2019
- Chambre 152, 2022

Isabelle Rossignol, née le 8 août 1965 à Neuilly-lès-Dijon, est une écrivaine française.

## Biographie
Isabelle Rossignol a suivi des études de Lettres à Nice puis s'est installée à Paris. Elle réalise des documentaires et écrit des fictions pour France-Culture. Isabelle Rossignol est aussi formatrice et elle anime des ateliers d'écriture. Elle est l'auteure en 2000 de L'invention des ateliers d'écriture en France.
Elle a publié plusieurs ouvrages pour adultes, notamment aux éditions du Rouergue, puis de nombreux romans jeunesse, essentiellement à L’École des loisirs, ainsi que la série jeunesse « SOS Sorcières » aux éditions Hatier. Depuis 2014, elle est aussi publiée par les éditions Talents Hauts.
Ses romans pour adolescents se penchent sur des thèmes difficiles ou engagés : l'homosexualité dans F comme garçon publié en 2007, le chômage dans Les Placards sont vides en 2008, l'incarcération des parents, dans Des crapauds dans la bouche en 2008,, le décès d'un parent et le deuil, dans Il faut rester tranquille en 2010, l'IVG dans J'ai décidé en 2012, les premières expériences sexuelles et la pornographie dans Pour qui tu m'as prise ? en 2014, le harcèlement dans "La guerre des jupes", la guerre dans "On fait la paix ?" ou encore les règles dans "Mes coquelicots".

## Œuvres

### Ouvrages pour adultes
- Petites morts, coll. « La brune », éditions du Rouergue, 1998
- Vomica, coll. « La brune », Rouergue, 1999
- Une nuit ordinaire : reconstitution en sept tableaux, coll. « La brune », Editions du Rouergue, 2001
- Histoires de lits, Editions du Rouergue, 2003
- Mes larmes, coll. « Melville », éditions Léo Scheer, 2003 [présentation en ligne]
- Le Champ des Tours, éditions Joca Seria, 2003 (théâtre)
- Comment ça va la guerre ? avec Arnaud Cathrine, La nuit Myrtide, 2003
- Les ombres et la plaie, L'idée bleue, 2006
- Sale linge, éditions Joëlle Losfeld, 2006 [présentation en ligne]
- Au-dessous du genou, éditions Joëlle Losfeld, 2008 [présentation en ligne]
- Manque de sang, La Martinière, 2014 (sous le pseudonyme Isabelle Magnan)
- Chambre 152, éditions du Panseur, 2022 (sur la fin de vie). https://www.babelio.com/livres/Rossignol-Chambre-152/1455176

### Essai
- L'invention des ateliers d'écriture en France, L'Harmattan, 1996

### Ouvrages jeunesse
- Le Grand Jour, illustrations de Magali Bonniol, L'École des loisirs, 2004
- Ma sœur a ses nerfs, L'École des loisirs, 2004
- Mes mathématiques intimes, L'École des Loisirs, 2005
- Les monstres du bord de mer, L'École des Loisirs, 2005
- Je ne suis pas comme toi, L'École des loisirs, 2006
- Mamie Colette & Co, L'École des loisirs, 2007
- F comme garçon, L'École des loisirs, 2007 - roman ado sur l'homosexualité
- Tête nue, L'École des loisirs, 2007
- Des crapauds dans la bouche[2],[3], L'École des loisirs, 2008 - roman jeunesse autour de la prison
- L'Apprenti Amoureux, D-Lire n°119, 2008
- Les placards sont vides, L'École des loisirs, 2008 - roman ado autour du chômage
- SOS sorcière : Deux bisous ensorcelés, illustré par Julien Rosa, Hatier, 2008
- SOS sorcière : Les formules magiques, illustré par Julien Rosa, Hatier, 2008
- A l'attaque, illustrations de Jean Bossard, L'École des loisirs, 2008
- SOS sorcière : Une erreur de potion, illustré par Julien Rosa, Hatier, 2008
- Moi sauvage, L'École des loisirs, 2009
- Myra, ma chienne à moi, illustré par Emmanuel Ristord ; narratrice, Nathalie Bienaimé, Bayard jeunesse, 2009 (livre-disque)
- SOS sorcière : La baguette farceuse, illustré par Julien Rosa, Hatier, 2009
- Le sourire de maman, illustrations d'Audrey Poussier, L'École des loisirs, 2010
- Il faut rester tranquille, L'École des loisirs, 2010 - roman jeunesse autour du décès d'un parent, et du deuil[4]
- SOS sorcière : Le sourire à malice, illustré par Julien Rosa, Hatier, 2010
- SOS sorcière : Un tour de balai, illustré par Julien Rosa, Hatier, 2011
- Elle est si gentille, l'École des loisirs, 2012
- J'ai décidé, collection « Tribal », Flammarion, 2012 - roman ado autour de l'IVG[5]
- Pas à vendre !, L'École des loisirs, 2012 (théâtre jeunesse)
- Grève !, L'École des loisirs, 2013 (théâtre jeunesse)
- SOS sorcière : Le mystère du chaudron, illustré par Julien Rosa, Hatier, 2013
- Pour qui tu m'as prise ?, éditions Talents Hauts, 2014
- Myrtille, illustrations de Delphine Chedru, L'École des loisirs, 2015
- Les âmes vives[7], d'après un scénario de Christophe Petot, Talents hauts, 2018
- La guerre des jupes, Talents hauts, 2019
- Mon cœur gros, Talents hauts, 2022
- On fait la paix ? Talents hauts 2024
- Non consenti, Talents hauts 2023
- Mes coquelicots, Talents hauts 2025.